# モンドラゴン大学
モンドラゴン大学（モンドラゴンだいがく、バスク語: Mondragon Unibertsitatea, スペイン語: Universidad de Mondragón, 略称MU）は、スペイン・バスク州ギプスコア県に本部を置く私立大学。工学部、ビジネス学部、人文教育学部の主要学科を含むメインキャンパスはギプスコア県アラサーテ/モンドラゴンにある。モンドラゴン協同組合企業を構成している。

## 歴史
1943年、モンドラゴン協同組合企業の創設者であるホセ・マリーア・アリスメンディアリエタ司祭によって高等工科学校として設立された。モンドラゴン・ゴイ・エスコラ・ポリテクニコア協同組合、エテオ協同組合、イラカスレ・エスコラ協同組合の3つの協同組合は1997年までバスク大学と提携していたが、3協同組合が連携してモンドラゴン大学が発足した。モンドラゴン大学は非営利の協同組合大学であり、スペインの私立大学としては前例のない組織形態である。1997年5月30日には公式にバスク自治州議会に認可された。既存の3学部に加えて、2011年にはサン・セバスティアンに食科学学部が開設された。2014年にはビルバオにビルバオ・イノベーション・ファクトリーが開設された。

## 学部
- 工学部

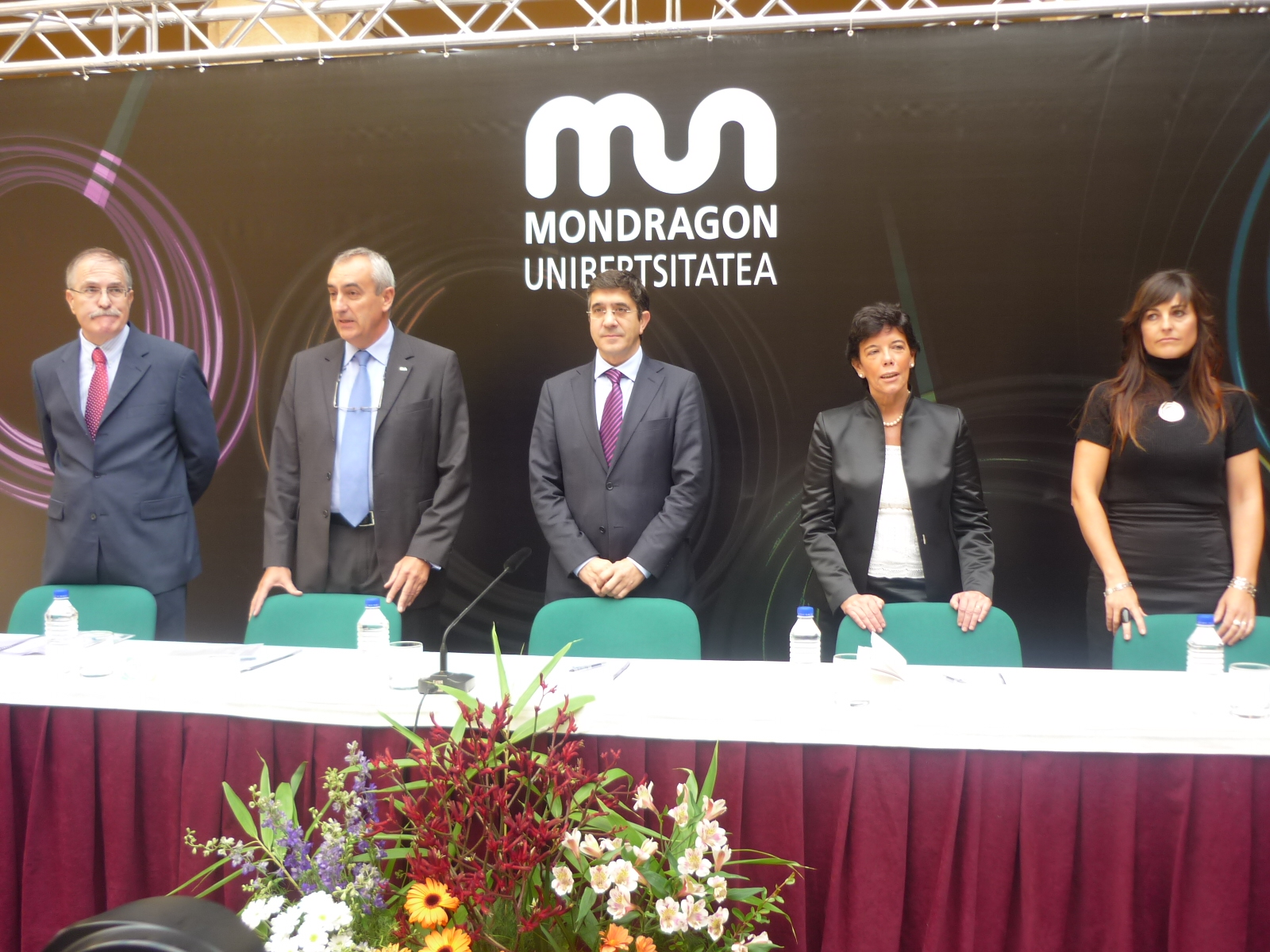
2009年度の開校式

  - 工学部のメインキャンパスはアラサーテ/モンドラゴンであり、オルディシアとエルナニにも工学部の一部の学科が所在する。
- ビジネス学部
  - ビジネス学部のオリジナルのキャンパスはオニャティであり、2003年にはイルンにもビジネス学部の一部が開設された。
- 人文教育学部
  - エスコリアツァ（スペイン語版）に教育学科が、アレチャバレタ（スペイン語版）に視聴覚コミュニケーション学科がある。
- 食科学学部
  - 食科学学部は2011年にサン・セバスティアンに開設された学部であり、バスク・クリナリー・センター（英語版）を拠点としている。